# Johan von Öller
Johan von Öller, tidigare Öller, född 17 maj 1639 i Södertälje, död 29 maj 1699 i Stockholm, var en svensk tjänsteman.

## Biografi
Johan von Öller föddes 1639 i Södertälje. Han var son till fältskäraren Johan Öller. Von öller blev 1660 kunglig kanslist i kungliga kansliet och senare registrator. Han var även från 2november 1674 härold. von Öller blev 3 mars 1678 referendariesekreterare och adlades 14 maj 1684 till von Öller, samt introducerades 1686 i Sveriges Riddarhus som nummer 1049. Han blev senare sekreterare i tyska kansliet. Von Öller avled 1699 i Stockholm och begravdes i Klara kyrka, där hans vapen sattes upp i kyrkan.

### Familj
Von öller gifte sig första gången 10 januari 1671 i Stockholm med Maria Elisabet Warenberger (1655–1688), dotter till riksguardien Johan Georg Warenberger. De fick tillsammans barnen Johan Carl von Öller (född 1672), Christian Fredrik von Öller (född 1674), överstelöjtnanten Johan Fredrik von Öller (1678–1738) vid Drottningens livregemente till fot, Överstelöjtnanten Göran von Öller (1680–1732) vid Livgardet, Carl Christian von Öller (1682–1708) vid Livgardet, Anna Elisabet von Öller (1683–1735) som var gift med rådmannen Johan Volckhammer i Stockholm, Filip volontären Ludvig von Öller (född 1684) vid artilleriet och Gustaf von Öller (född 1688).
Von Öller gifte sig andra gången med Catharina Fran (1670–1697), dotter till hovrådet Sven Franc och Christina Johansdotter Oljeqvist.